# Avipes dillstedtianus
Avipes dillstedtianus („ptačí noha“) je druhem vývojově odvozeného plaza, možná teropodního dinosaura. Žil v období středního triasu na území dnešního Německa (vrstvy lettenkohlensandstein u Badheimu). Materiál sestává pouze z částí zadních končetin a neumožňuje přesnou klasifikaci. Dnes je tento pravěký plaz považován za nomen dubium a klasifikován jako blíže neidentifikovatelný archosaur. Šlo o malého tvora o délce asi 1 metru, výšce kolem 40 cm a hmotnosti do 10 kg.